# Holden HG
Holden HG — среднеразмерный автомобиль, выпускавшийся с 1970 по 1971 год австралийской компанией Holden. 

## Описание
Впервые Holden HG был представлен 26 июля 1970 года. По сравнению с предшественником HT, изменения коснулись радиаторной решётки и украшений кузова. Также были добавлены новые функции безопасности, цвета и дизайн отделки. Все модели с двигателями V8 теперь оснащались улучшенными дисковыми тормозами, а подвеска Monaro GTS была модифицирована для большего комфорта.

## Модельный ряд
Автомобили Holden HG выпускались в кузовах четырёхдверный седан и пятидверный универсал. Комплектации:
- Belmont (седан);
- Belmont (универсал);
- Kingswood (седан);
- Kingswood (универсал);
- Premier (седан);
- Premier (универсал).

В то время как комплектация Brougham выпускалась только в кузове седан, комплектация Monaro выпускалась в трёх кузовах:
- Monaro Coupe;
- Monaro GTS Coupe;
- Monaro GTS 350 Coupe.

Производные модели выпускались в кузовах купе и фургон:
- Belmont Utility;
- Belmont Panel Van;
- Kingswood Utility.

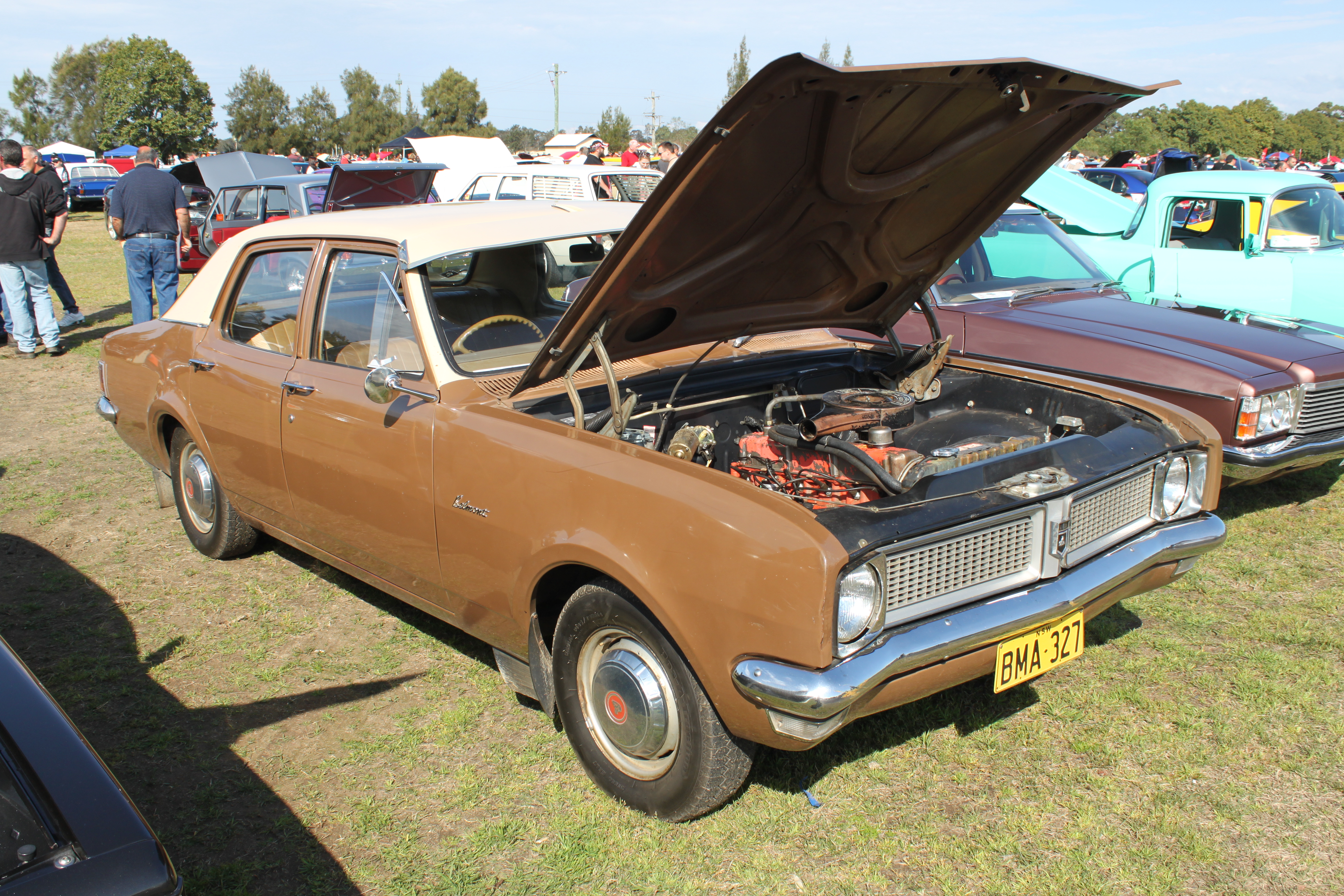
Holden Belmont (седан)
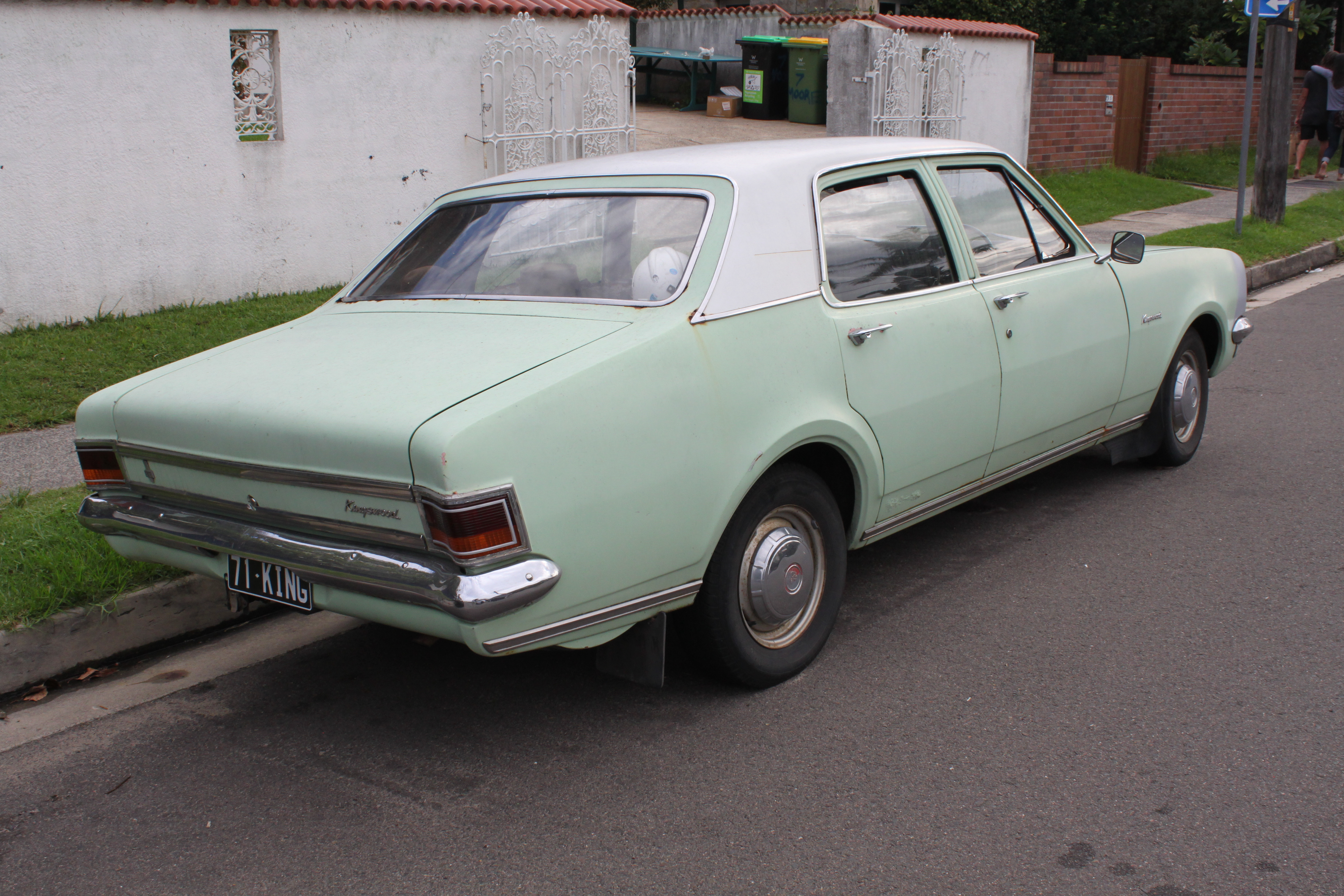
Holden Kingswood (седан)
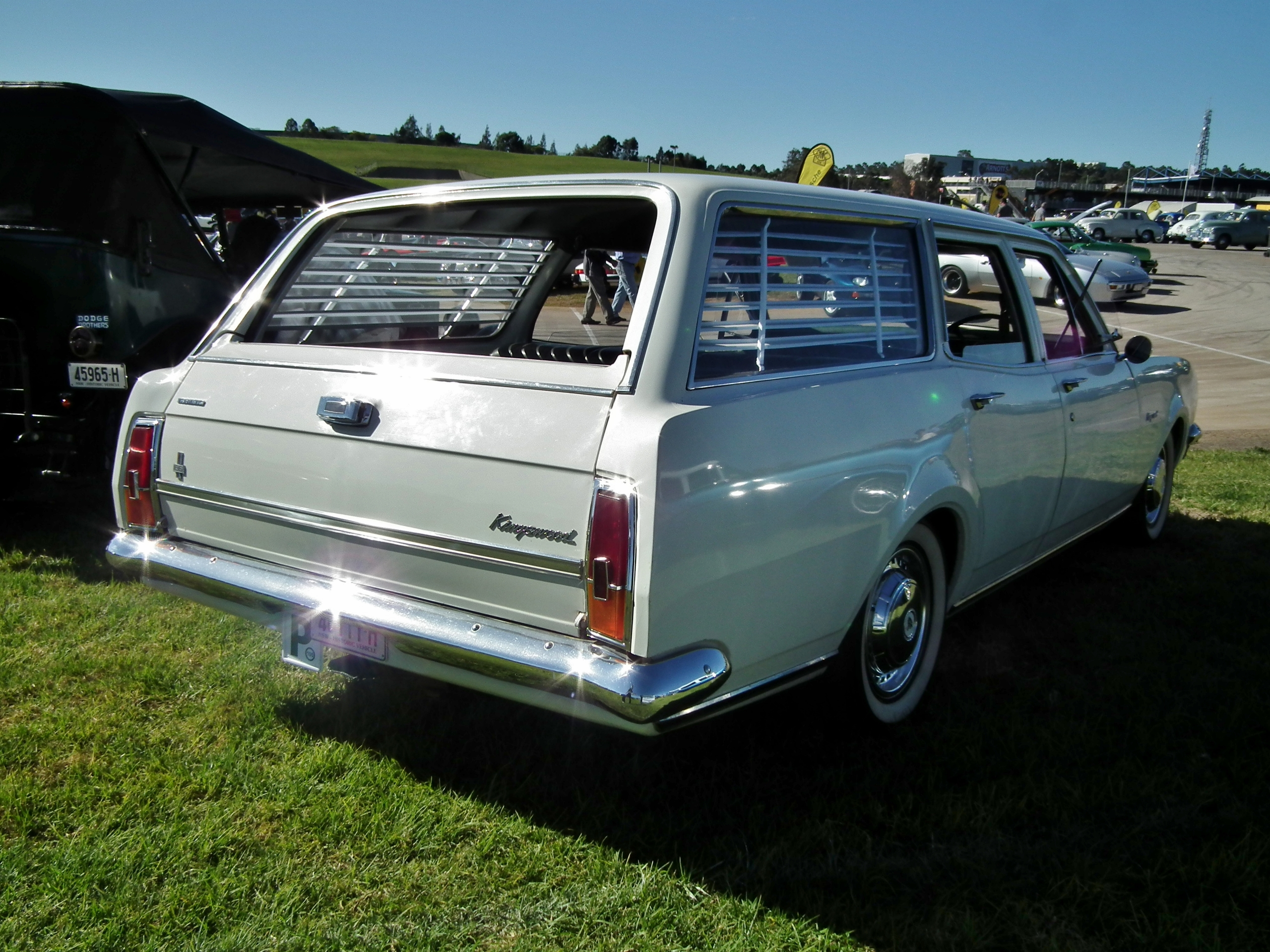
Holden Kingswood (универсал)
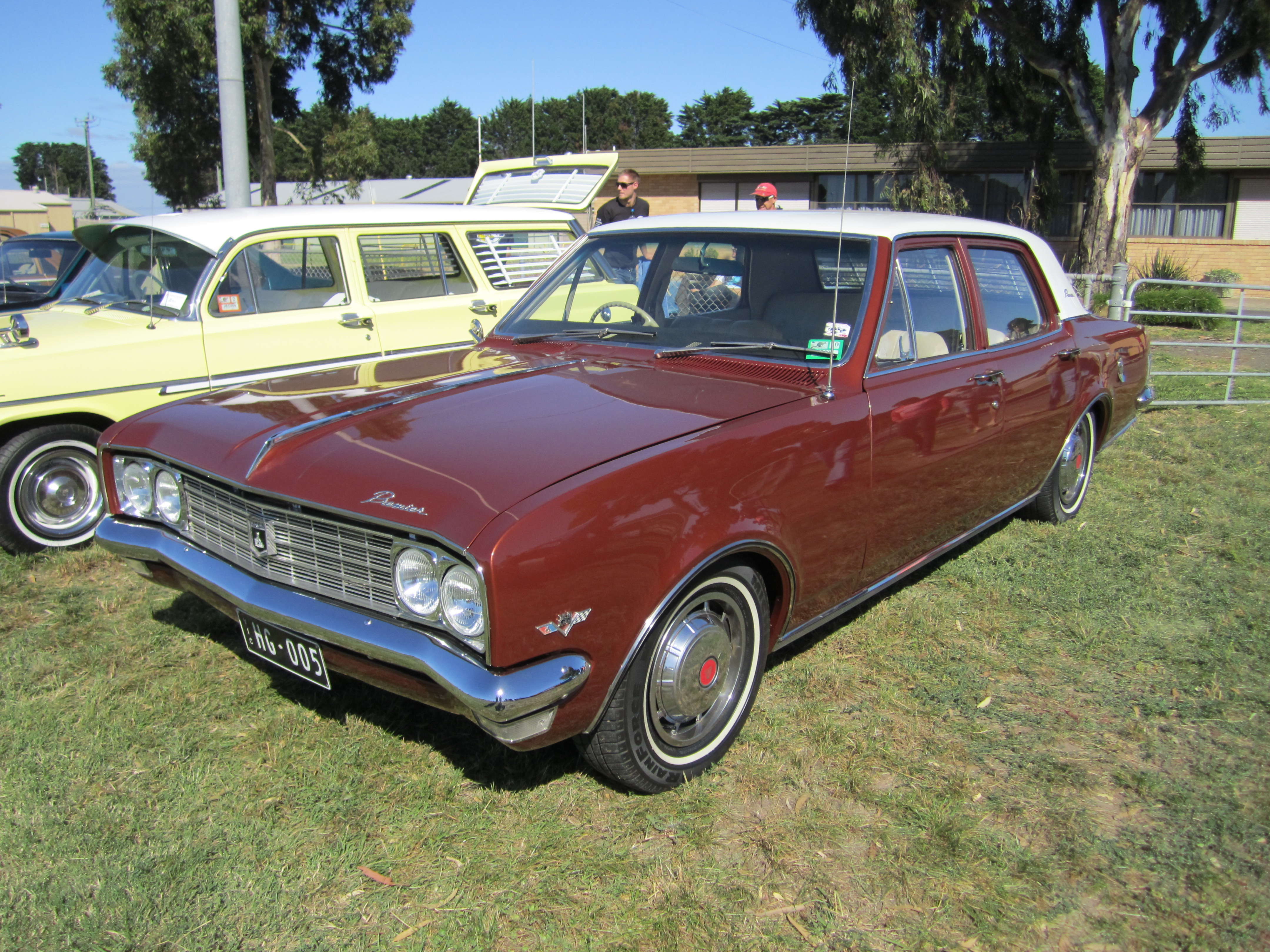
Holden Premier (седан)
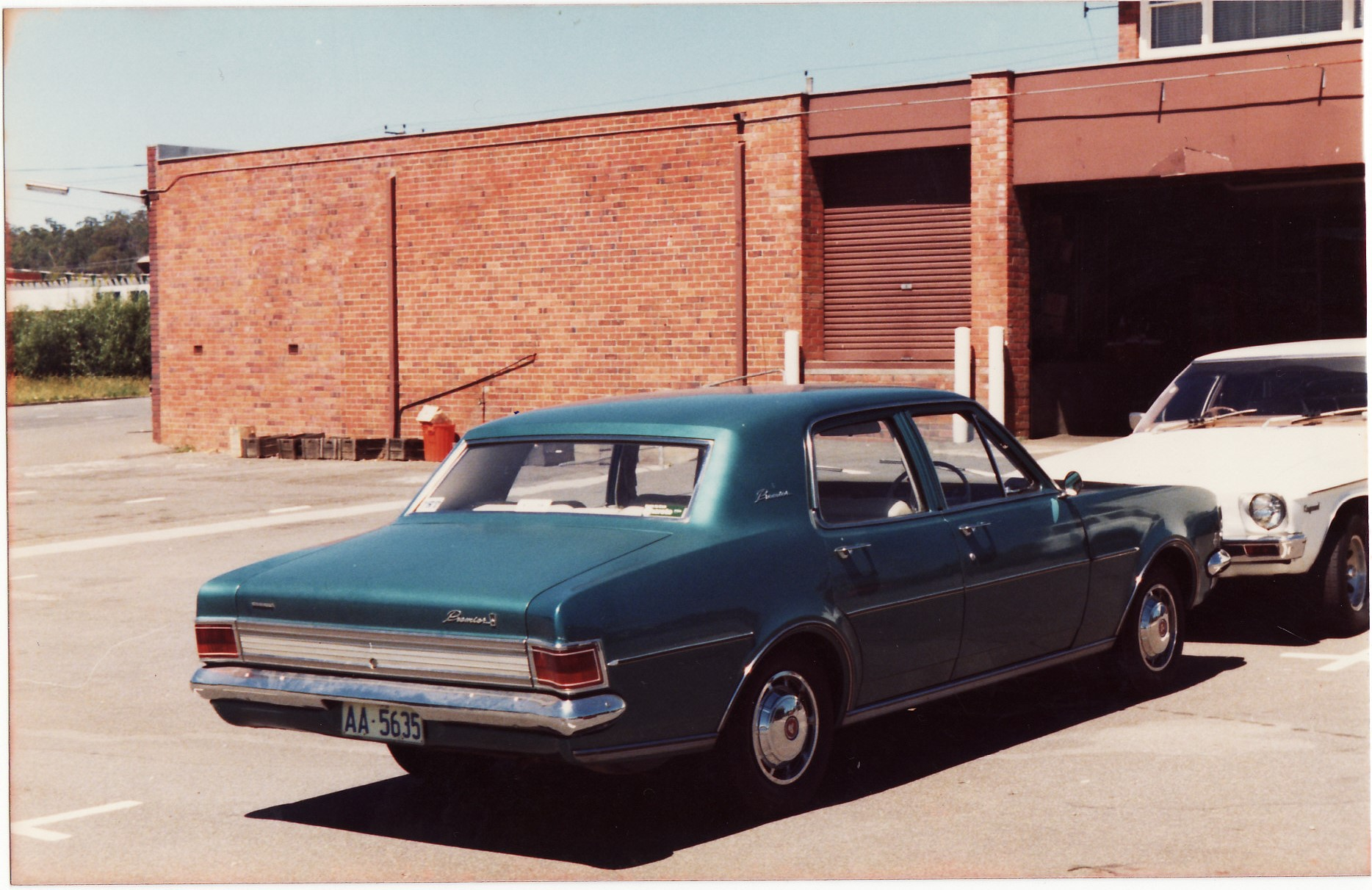
Holden Premier (седан)
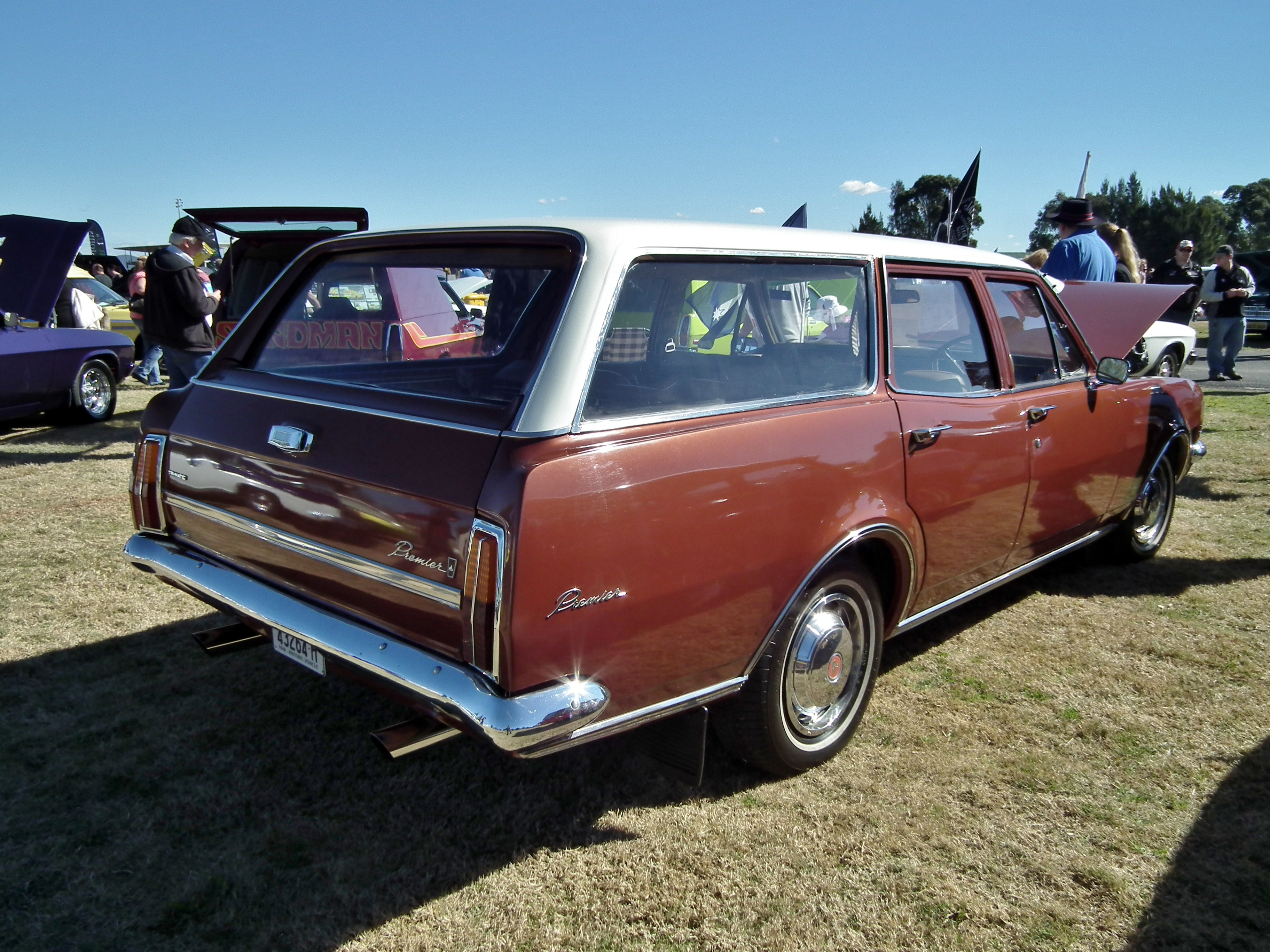
Holden Premier (универсал)
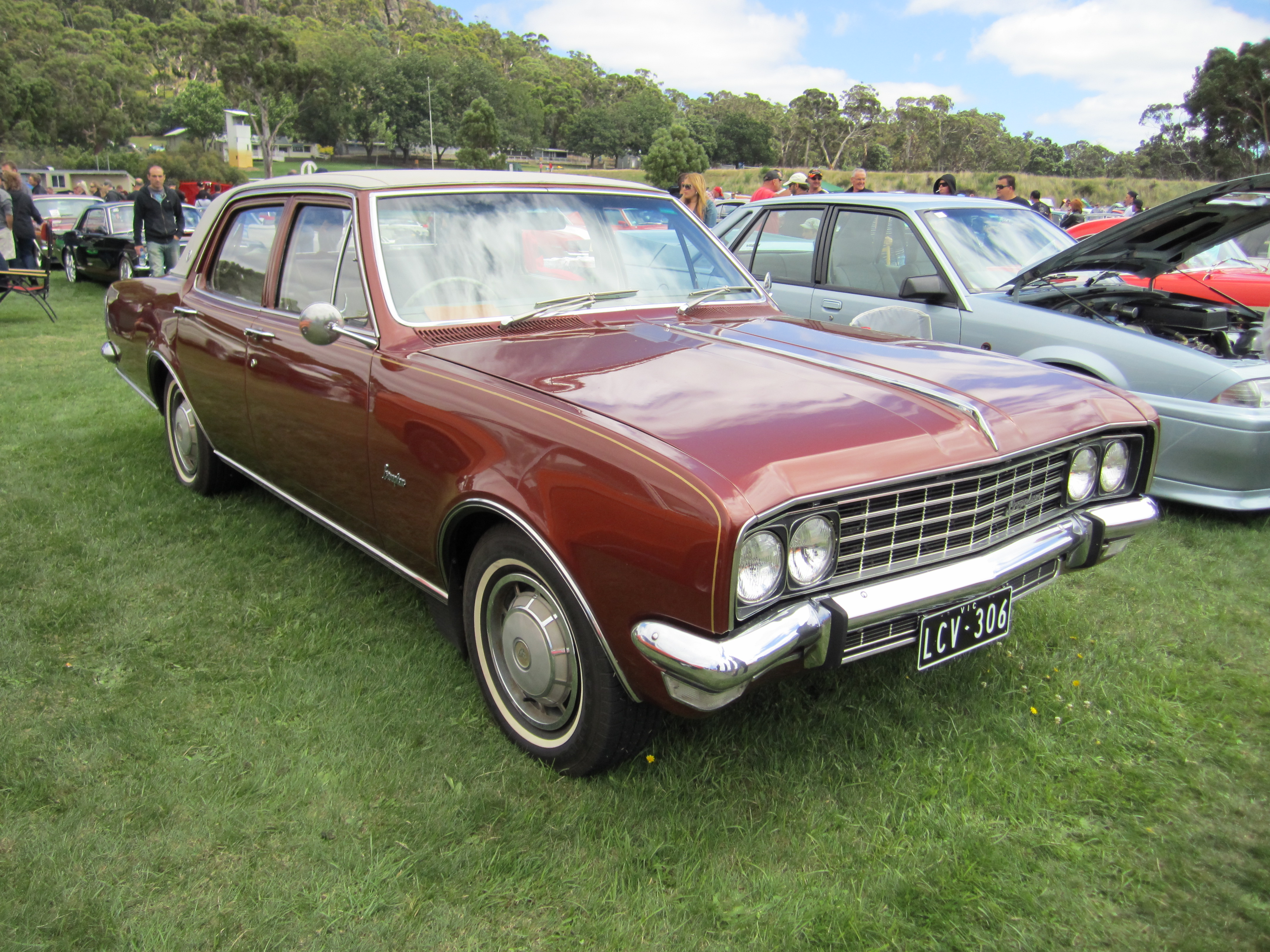
Holden Brougham
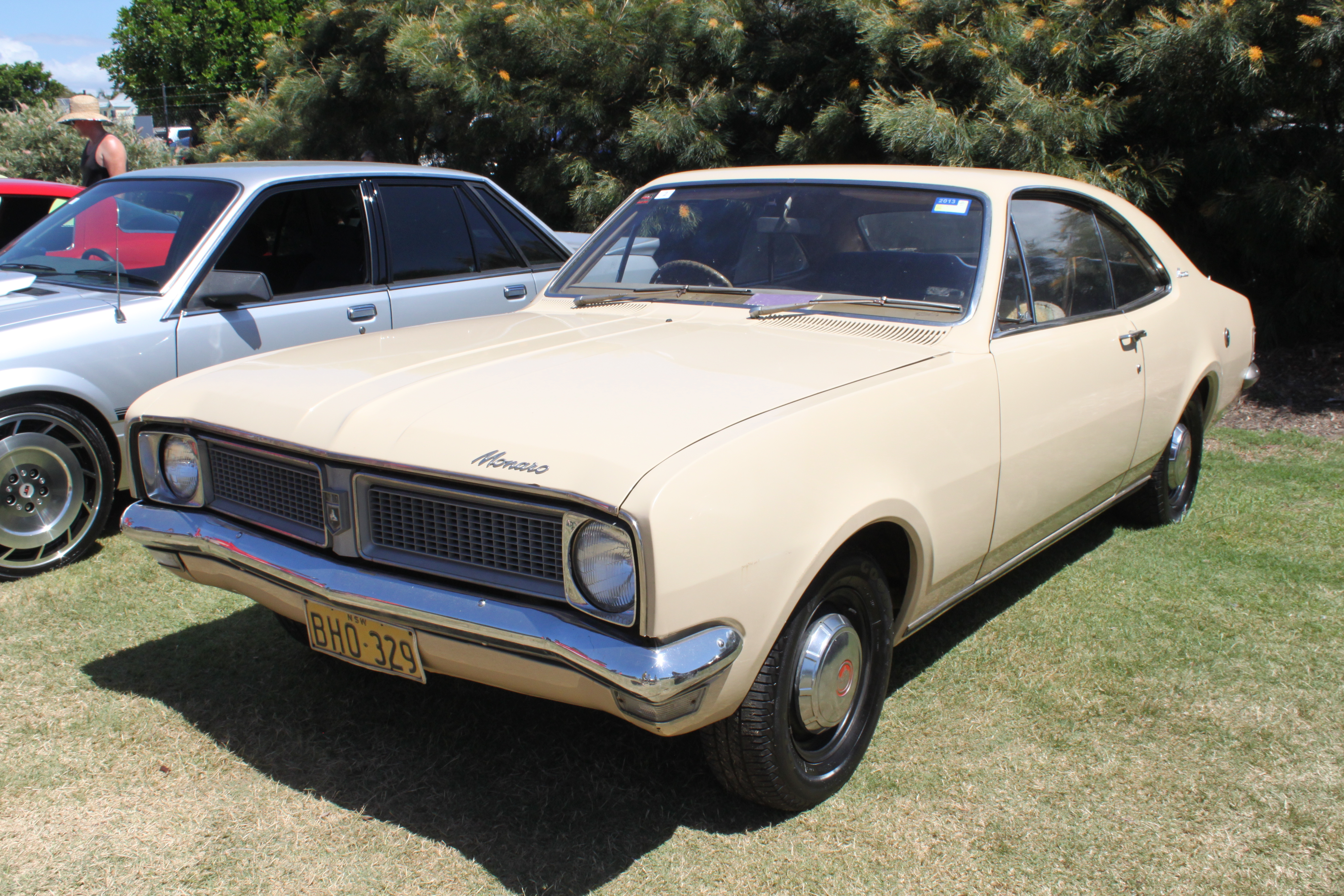
Holden Monaro
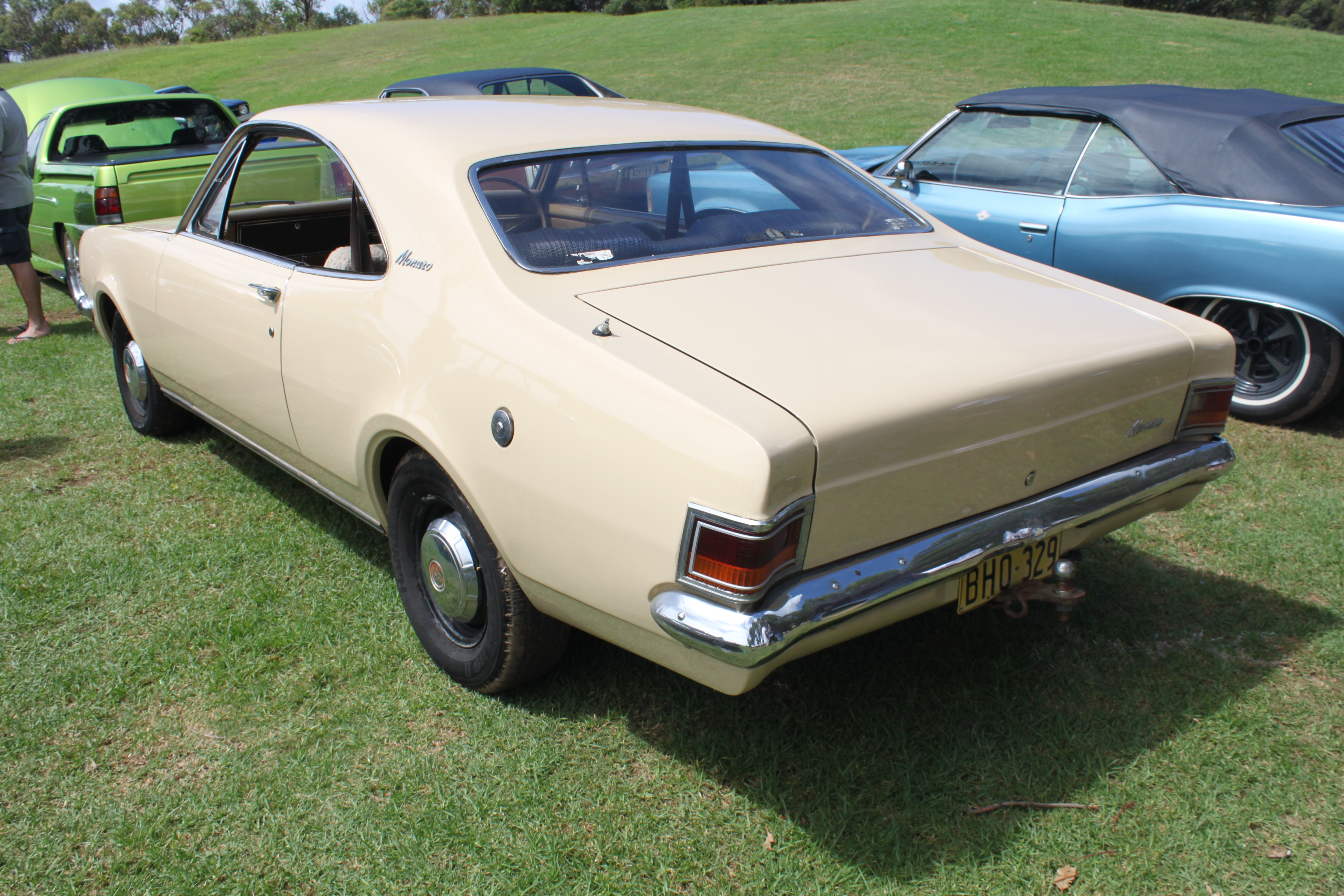
Holden Monaro
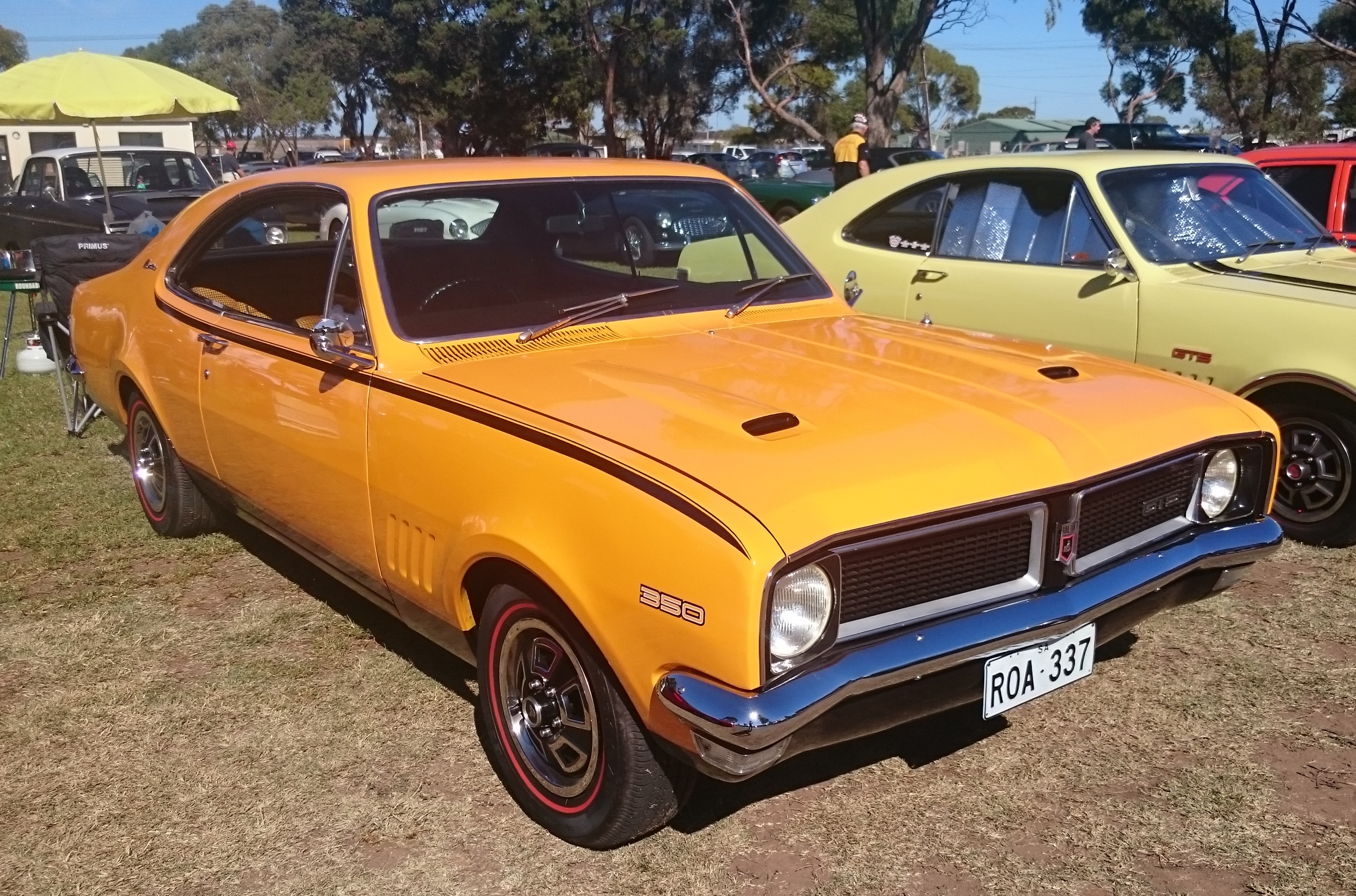
Holden Monaro GTS 350 (HG)
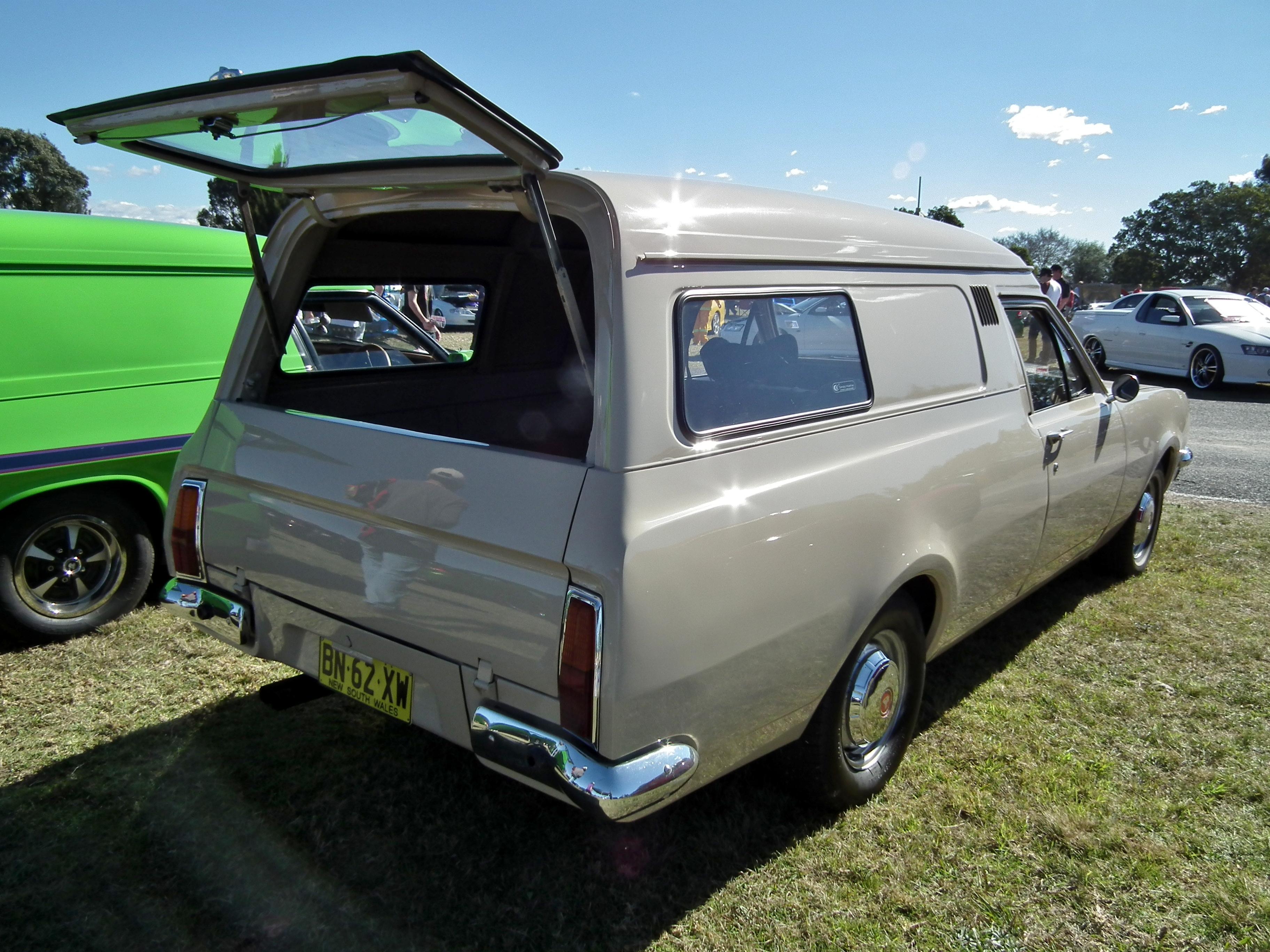
Holden Belmont (панельный фургон)
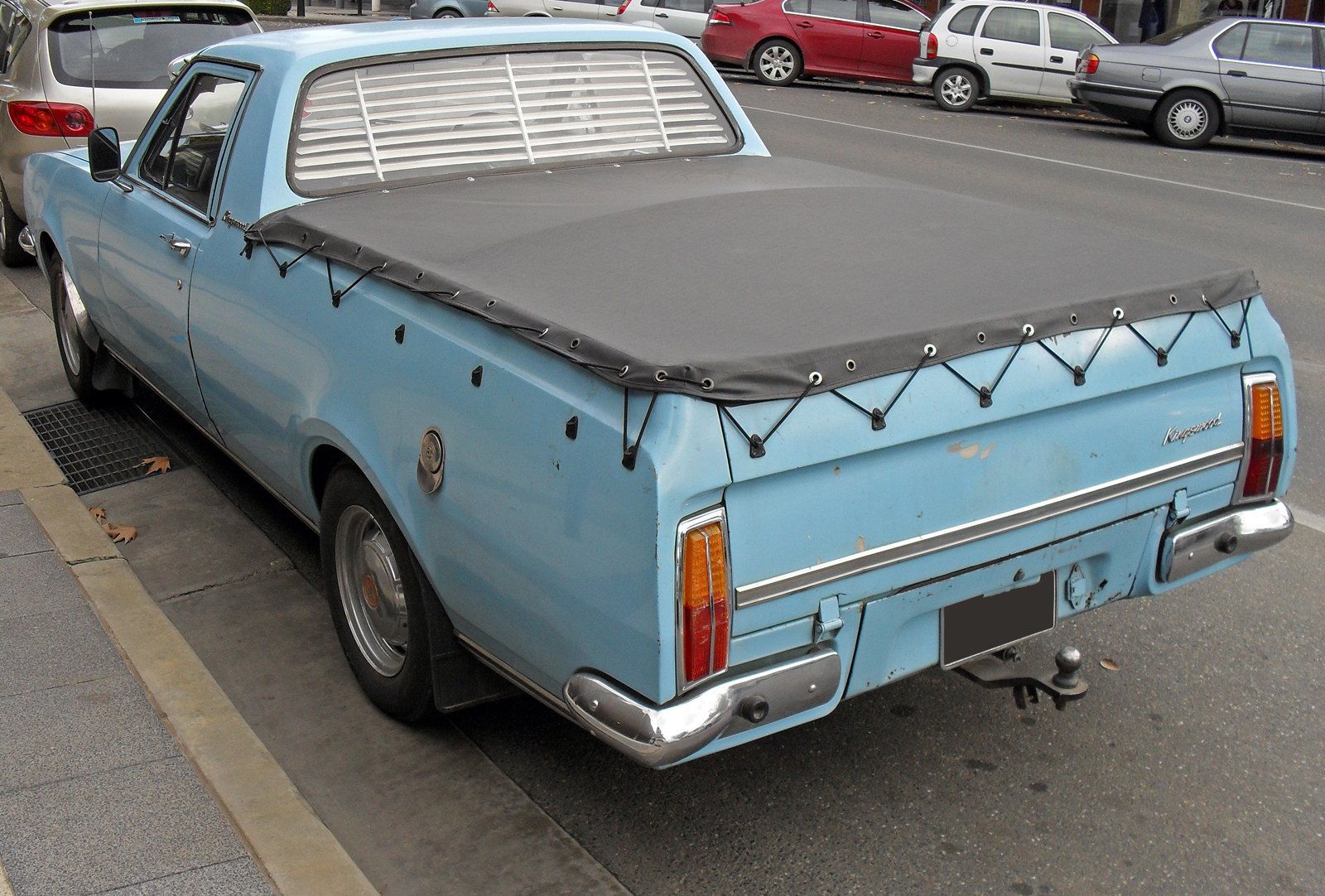
Holden Kingswood (ют)

## Двигатели и трансмиссии
В разное время автомобили Holden HG оснащались рядными шестицилиндровыми двигателями объёмом 2,6—3,0 л или же двигателями V8 объёмом 5,0—5,7 л. Двигатели сочетались в паре с трансмиссией «Tri-Matic» (за исключением Monaro GTS 350).

## Производство
Holden HG был снят с производства в июле 1971 года. Всего было выпущено 155787 единиц.

## Экспорт
HG также продавался в Южной Африке под названиями Chevrolet Kommando, Constantia или El Camino Bakkie (пикап).